# Jacques Yvon Ndolou

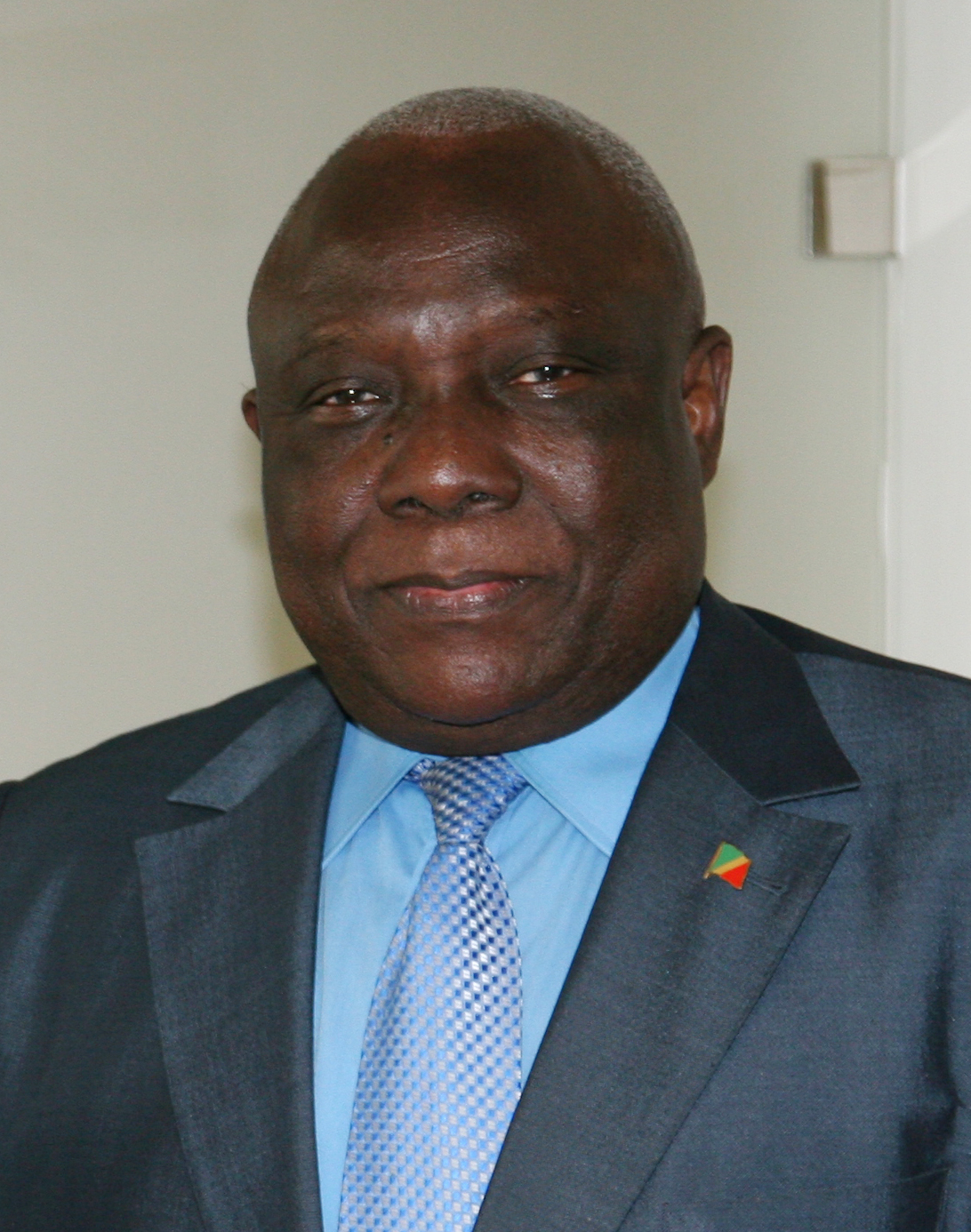
Jacques Yvon Ndolou, 2014

Jacques Yvon Ndolou (* 3. Mai 1944 in Bohoulou, Cuvette) ist ein Politiker und Diplomat der Republik Kongo.

## Leben
Von 1999 bis 2002 war er Generalstabschef der Streitkräfte der Republik Kongo (FAC). In der Zeit von 2005 bis 2009 war er Verteidigungsminister, von 2009 bis 2011 dann Sportminister.
Am 15. Mai 2012 wurde er Botschafter seines Landes in Deutschland. Eine Nebenakkreditierung in Österreich erfolgte am 16. September 2014. Zuvor war er bereits als ständiger Vertreter der internationalen Organisationen in Wien bestellt worden. 2017 wurde er als Botschafter in der Zentralafrikanischen Republik eingesetzt.